# National Hockey League
A National Hockey League (em português:  Liga Nacional de Hóquei no Gelo; abreviação oficial: NHL) é uma organização profissional esportiva composta por times de hóquei no gelo dos Estados Unidos e do Canadá, onde também é conhecida pelo nome francês Ligue Nationale de Hockey (LNH).

## História

### Primeiros anos

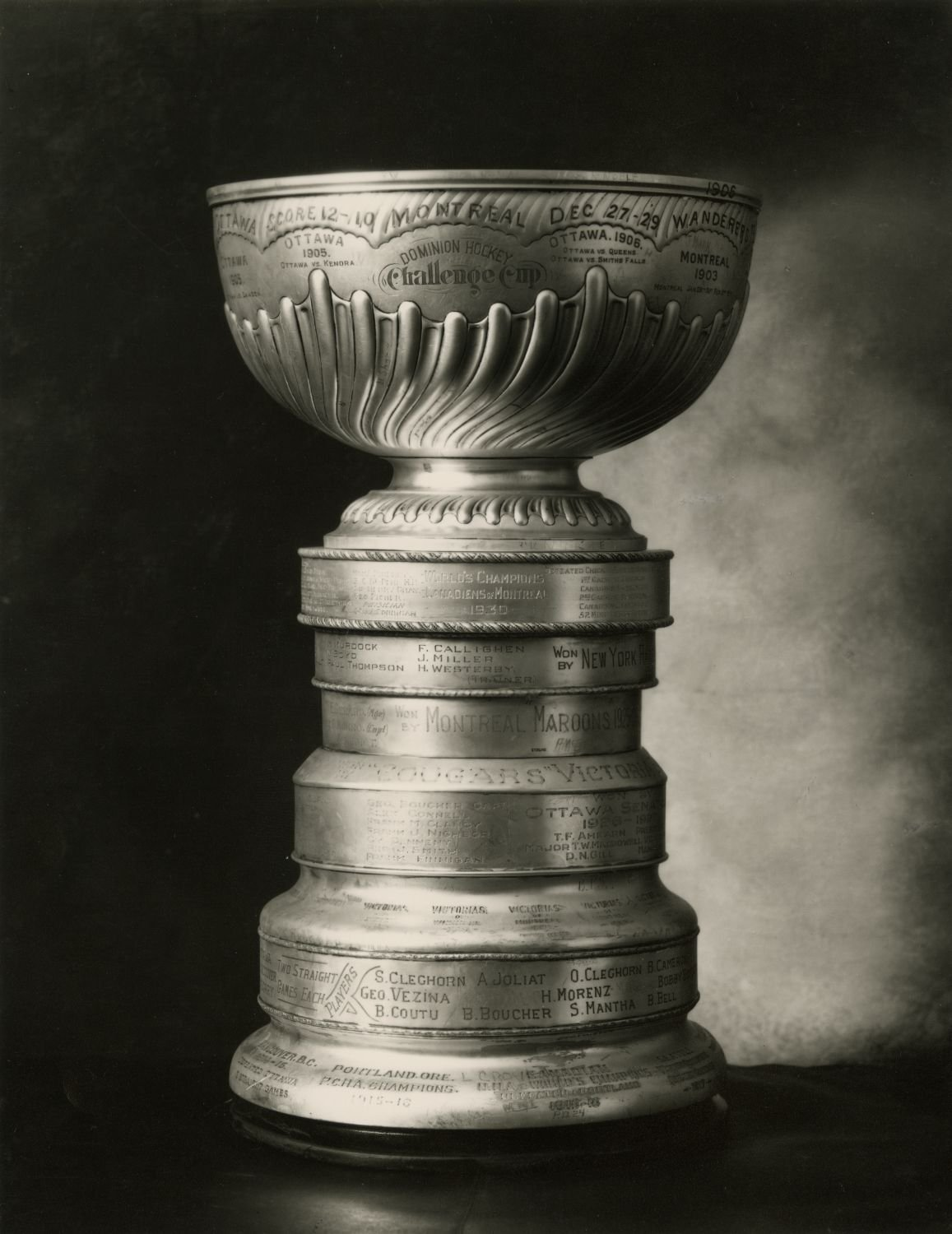
A Stanley Cup em 1930, vários anos depois de se tornar o troféu de campeonato da NHL.

A National Hockey League foi estabelecida em 1917 como sucessora da National Hockey Association (NHA). Fundada em 1909, a NHA começou a jogar em 1910 com sete equipes em Ontário e Quebec, sendo uma das primeiras grandes ligas de hóquei no gelo profissional. No entanto, na sua oitava temporada, uma série de disputas com o proprietário do Toronto Blueshirts, Eddie Livingstone, levou os donos das equipes Montreal Canadiens, Montreal Wanderers, Ottawa Senators e Quebec Bulldogs a realizar uma reunião para discutir o futuro da liga. Percebendo que a constituição da NHA os deixava incapazes de forçar a saída de Livingstone, as quatro equipes votaram para suspender a NHA e, em 26 de novembro de 1917, formaram a National Hockey League. Frank Calder foi escolhido como o primeiro presidente da NHL, servindo até sua morte em 1943.
Os Bulldogs não puderam jogar na NHL, e os proprietários restantes fundaram o Toronto Arenas para competir com os Canadiens, Wanderers e Senators. Os primeiros jogos foram disputados em 19 de dezembro de 1917. A Arena de Montreal pegou fogo em janeiro de 1918, fazendo com que os Wanderers encerrassem suas operações, e a NHL continuou como uma liga de três equipes até os Bulldogs retornarem em 1919.
A NHL substituiu a NHA como uma das ligas que competiam pela Stanley Cup, uma competição interliga na época. Toronto venceu o primeiro título da NHL e, em seguida, derrotou o Vancouver Millionaires da Pacific Coast Hockey Association (PCHA) pela Stanley Cup de 1918. Os Canadiens venceram o título da liga em 1919, mas a Stanley Cup contra o Seattle Metropolitans da PCHA foi abandonada devido à epidemia de gripe espanhola. Em 1924, Montreal venceu sua primeira Stanley Cup como membro da NHL. O Hamilton Tigers venceram o título da temporada regular em 1924-25, mas se recusaram a jogar nas finais, a menos que recebessem um bônus de C$200. A liga recusou e declarou o Montreal Canadiens como campeões da liga após derrotarem o Toronto St. Patricks na semifinal. Montreal foi então derrotado pelo Victoria Cougars da Western Canada Hockey League (WCHL) em 1925. Foi a última vez que uma equipe fora da NHL venceu o troféu, pois a Stanley Cup se tornou o campeonato de facto da NHL em 1926, após a WCHL encerrar suas operações.
A National Hockey League embarcou em uma rápida expansão na década de 1920, adicionando o Montreal Maroons e o Boston Bruins em 1924, sendo este último o primeiro time americano a se juntar à liga. O New York Americans começaram a jogar em 1925 após comprar os ativos dos Hamilton Tigers, e foram acompanhados pelo Pittsburgh Pirates. O New York Rangers foram adicionados em 1926, e o Chicago Black Hawks e Detroit Cougars (mais tarde os Red Wings) foram adicionados após a liga comprar os ativos da extinta WCHL. Um grupo comprou o Toronto St. Patricks em 1927 e imediatamente os renomeou para Toronto Maple Leafs.
Em 1926, Taffy Abel, um nativo americano, se tornou o primeiro jogador não branco na NHL e quebrou a barreira racial da liga ao jogar pelo New York Rangers.
Em 1934, o primeiro All-Star Game da NHL foi realizado, em benefício de Ace Bailey, cuja carreira terminou devido a uma agressão brutal de Eddie Shore. O segundo foi realizado em 1937, em apoio à família de Howie Morenz, quando ele morreu de uma embolia coronária após quebrar a perna durante um jogo.

### Original Six

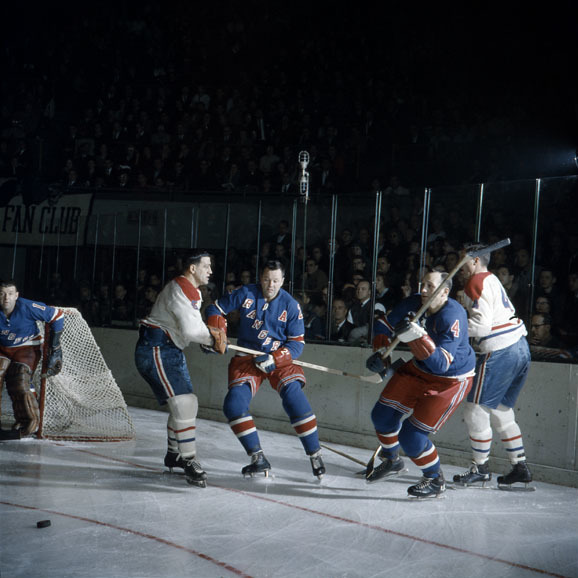
Um jogo entre Montreal Canadiens e New York Rangers em 1962

A Grande Depressão e o início da Segunda Guerra Mundial afetaram a liga. Os Pirates se tornaram o Philadelphia Quakers em 1930, mas fecharam um ano depois. Da mesma forma, os Senators se tornaram o St. Louis Eagles em 1934, também durando apenas um ano. Os Maroons não sobreviveram e suspenderam as operações em 1938. Os Americans foram suspensos em 1942 devido à falta de jogadores disponíveis e nunca foram reativados.
Para a temporada de 1942–43, a NHL foi reduzida a seis times: Boston Bruins, Chicago Black Hawks, Detroit Red Wings, Montreal Canadiens, New York Rangers e Toronto Maple Leafs, uma formação frequentemente referida como os "Original Six", que permaneceria constante pelos próximos 25 anos. Em 1947, a liga chegou a um acordo com os curadores da Stanley Cup para assumir o controle total do troféu, permitindo que rejeitasse desafios de outras ligas que desejassem competir pela taça.
Em 1945, Maurice Richard se tornou o primeiro jogador a marcar 50 gols em uma temporada de 50 jogos. Richard posteriormente liderou os Canadiens a cinco títulos consecutivos entre 1956 e 1960, um recorde que nenhum time igualou.
Em 1948, Larry Kwong, um canadense asiático, se tornou o primeiro jogador asiático na NHL ao jogar pelo New York Rangers. Em 1958, Willie O'Ree se tornou o primeiro jogador negro na história da liga ao estrear com o Boston Bruins.

### Expansão
Em meados da década de 1960, o desejo de um contrato de televisão nos Estados Unidos, juntamente com preocupações de que a Western Hockey League planejava se declarar uma grande liga e competir pela Stanley Cup, levou a NHL a realizar sua primeira expansão desde a década de 1920. A liga dobrou de tamanho para 12 times na temporada de 1967-68, adicionando Los Angeles Kings, Minnesota North Stars, Philadelphia Flyers, Pittsburgh Penguins, California Seals e St. Louis Blues. No entanto, os fãs canadenses ficaram indignados com o fato de todos os seis times terem sido colocados nos Estados Unidos, então a liga respondeu adicionando o Vancouver Canucks em 1970, junto com o Buffalo Sabres, ambos localizados na fronteira entre Canadá e Estados Unidos. Dois anos depois, o surgimento da recém-fundada World Hockey Association (WHA) levou a liga a adicionar o New York Islanders e o Atlanta Flames para manter a liga rival fora desses mercados. Em 1974, Washington Capitals e Kansas City Scouts foram adicionados, elevando a liga a 18 times.
A NHL enfrentou a WHA por jogadores, perdendo 67 para a nova liga em sua primeira temporada, 1972-73, incluindo Bobby Hull, do Chicago Black Hawks, que assinou um contrato de 10 anos e US$2,5 milhões com o Winnipeg Jets, então o maior da história do hóquei. A liga tentou bloquear as deserções na justiça, mas uma contra-ação da WHA levou um juiz da Filadélfia a considerar a cláusula de reserva da NHL ilegal, eliminando assim o monopólio da liga mais antiga sobre os jogadores. Sete anos de batalha por jogadores e mercados financeiramente prejudicaram ambas as ligas, levando a um acordo de fusão em 1979 que viu a WHA encerrar suas operações enquanto a NHL absorvia o Jets, Edmonton Oilers, Hartford Whalers e Quebec Nordiques. Inicialmente, os proprietários rejeitaram esse acordo de fusão por um voto, mas um boicote maciço aos produtos da Molson Brewery pelos fãs canadenses resultou na reversão de posição do Montreal Canadiens, que era de propriedade da Molson, juntamente com o Vancouver Canucks. Em uma segunda votação, o plano foi aprovado.
Wayne Gretzky jogou uma temporada na WHA pelo Indianapolis Racers (oito jogos) e pelo Edmonton Oilers (72 jogos) antes dos Oilers se juntarem à NHL para a temporada de 1979-80. Gretzky liderou os Oilers a conquistarem quatro títulos da Stanley Cup em 1984, 1985, 1987 e 1988, além de estabelecer recordes em uma temporada para gols (92 em 1981-82), assistências (163 em 1985-86) e pontos (215 em 1985-86), bem como recordes de mais gols (894), assistências (1,963) e pontos (2,857). Em 1988, ele foi negociado para o Los Angeles Kings em um acordo que aumentou drasticamente a popularidade da liga nos Estados Unidos. No virar do século, mais nove equipes foram adicionadas à NHL: San Jose Sharks, Tampa Bay Lightning, Ottawa Senators, Mighty Ducks of Anaheim, Florida Panthers, Nashville Predators, Atlanta Thrashers, e, em 2000, Minnesota Wild e Columbus Blue Jackets. Além disso, nos anos 90, o Quebec Nordiques, o Winnipeg Jets original e o Hartford Whalers se mudaram para Denver, Phoenix e Raleigh. Em 2011, o Atlanta Thrashers se mudou para Winnipeg, e o Winnipeg Jets foram revividos. Em 21 de julho de 2015, a NHL confirmou que recebeu pedidos de grupos de propriedade em Quebec e Las Vegas para possíveis equipes de expansão. Em 22 de junho de 2016, o comissário da NHL, Gary Bettman, anunciou a adição da 31.ª franquia, baseada em Las Vegas e posteriormente denominada Vegas Golden Knights, na temporada de 2017-18. Em 4 de dezembro de 2018, a liga anunciou a 32.ª franquia em Seattle, posteriormente denominada Seattle Kraken, que se juntou à liga na temporada de 2021-22. Em 18 de abril de 2024, o Arizona Coyotes suspendeu suas operações e vendeu seus ativos de hóquei, incluindo jogadores e outros funcionários, para uma nova equipe em Salt Lake City, Utah. Dois meses após a fundação de Utah, os Coyotes cessaram seus esforços para reativar dentro da janela de cinco anos concedida para tal, trazendo a NHL de volta a 32 franquias.

### Questões trabalhistas
Houve quatro paralisações em toda a liga na história da NHL, todas ocorrendo após 1992. A primeira foi uma greve em abril de 1992 pelo National Hockey League Players' Association, que durou dez dias, mas foi resolvida rapidamente com todos os jogos afetados sendo remarcados.
Um lockout no início da temporada de 1994-95 forçou a liga a reduzir o calendário de 84 jogos para 48, com as equipes jogando apenas jogos dentro da conferência durante a temporada reduzida. O acordo coletivo resultante foi programado para renegociação em 1998 e estendido até 15 de setembro de 2004.
Sem um novo acordo em mãos quando o contrato expirou, o comissário da liga, Gary Bettman, anunciou um lockout do sindicato dos jogadores e fechou o escritório principal da liga para a temporada de 2004-05. A liga prometeu instalar o que chamou de "certeza de custos" para suas equipes, mas a Associação de Jogadores contra-argumentou que a medida era pouco mais do que um eufemismo para um teto salarial, que inicialmente disse não aceitar. O lockout fechou a liga por 310 dias, tornando-se o mais longo da história dos esportes, pois a NHL se tornou a primeira liga esportiva profissional a perder uma temporada inteira. Um novo acordo coletivo foi eventualmente ratificado em julho de 2005, incluindo um teto salarial. O acordo teve uma duração de seis anos, com a opção de estender o acordo coletivo por mais um ano ao final do período, permitindo que a liga retomasse a temporada de 2005-06.
Na primeira temporada pós-lockout, a NHL registrou um recorde de público na temporada de 2005-06 com uma média de 16.955 espectadores por jogo. No entanto, sua audiência televisiva demorou mais para se recuperar devido à decisão da ESPN de encerrar sua cobertura da NHL. O acordo pós-lockout da liga com a NBC incluía uma parcela da receita das vendas de publicidade de cada jogo, em vez da quantia fixa usual paga antecipadamente pelos direitos de transmissão. As receitas anuais da liga foram estimadas em US$2.27 bilhões.
Em 16 de setembro de 2012, o acordo trabalhista expirou e a liga novamente fechou o sindicato dos jogadores. Os proprietários propuseram reduzir a parcela dos jogadores nas receitas relacionadas ao hóquei de 57% para 47%. Todos os jogos foram cancelados até 14 de janeiro de 2013, juntamente com o NHL Winter Classic de 2013 e o All-Star Game de 2013. Em 6 de janeiro, um acordo preliminar foi alcançado em um contrato de 10 anos. Em 12 de janeiro, a liga e a Associação de Jogadores assinaram um memorando de entendimento sobre o novo acordo, permitindo que as equipes começassem seus campos de treinamento no dia seguinte, com uma temporada encurtada de 48 jogos que começou em 19 de janeiro.

### Questões de segurança
A segurança dos jogadores tornou-se uma questão importante na NHL, com as concussões resultantes de impactos fortes na cabeça sendo a principal preocupação. Estudos recentes têm mostrado como as consequências das concussões podem perdurar além da aposentadoria dos jogadores. Isso tem efeitos significativos na liga, uma vez que jogadores de elite têm sofrido com os efeitos das concussões (como Sidney Crosby ficando afastado por aproximadamente dez meses e meio), o que afeta negativamente a atratividade da liga. Em dezembro de 2009, Brendan Shanahan foi contratado para substituir Colin Campbell e assumiu o cargo de vice-presidente sênior de segurança dos jogadores. Shanahan começou a aplicar suspensões a perpetradores de alto perfil responsáveis por golpes perigosos, como Raffi Torres, que recebeu 25 jogos de suspensão por seu golpe em Marián Hossa.
Para ajudar a evitar colisões de alta velocidade no gelo, que tinham levado a várias lesões potencialmente terminadoras de carreira, como a de Joni Pitkanen dos Hurricanes, a liga implementou o sistema híbrido de "no-touch icing" para a temporada da NHL de 2013-14.
Em 25 de novembro de 2013, dez ex-jogadores da NHL (Gary Leeman, Rick Vaive, Brad Aitken, Darren Banks, Curt Bennett, Richie Dunn, Warren Holmes, Bob Manno, Blair Stewart e Morris Titanic) processaram a liga por negligência na proteção aos jogadores contra concussões. O processo veio três meses após a National Football League (NFL) concordar em pagar US$ 765 milhões a ex-jogadores devido a um processo sobre segurança dos jogadores.

### Mulheres na NHL
De 1952 a 1955, Marguerite Norris foi presidente do Detroit Red Wings, sendo a primeira executiva feminina na NHL e a primeira mulher a ter seu nome gravado na Stanley Cup. Em 1992, Manon Rhéaume se tornou a primeira mulher a jogar uma partida em uma das principais ligas profissionais da América do Norte, atuando como goleira pelo Tampa Bay Lightning em um jogo da pré-temporada contra o St. Louis Blues, defendendo sete dos nove chutes recebidos. Em 2016, Dawn Braid foi contratada como treinadora de patinação do Arizona Coyotes, tornando-se a primeira treinadora em tempo integral na NHL. As primeiras árbitras femininas na NHL foram contratadas para um teste durante os torneios de prospectos de pré-temporada da liga em setembro de 2019.
Em 2016, a NHL sediou um jogo de exibição entre o Boston Pride da National Women's Hockey League e o Les Canadiennes da Canadian Women's Hockey League. Em 2019, a NHL convidou quatro mulheres das equipes olímpicas dos EUA e do Canadá para demonstrar os eventos na competição de habilidades do All-Star antes do Jogo das Estrelas. Devido à ausência de Nathan MacKinnon por causa de um tornozelo machucado, Kendall Coyne Schofield da equipe dos EUA competiu na prova de Patinadora Mais Rápida em seu lugar, tornando-se a primeira mulher a competir oficialmente nas festividades do All-Star Game da NHL. A atenção levou a NHL a incluir um jogo feminino de 3-contra-3 antes do All-Star Game de 2020. Rheaume voltou a atuar como goleira no Desafio Breakaway do All-Star Game de 2022.

## Organização

### Conselho de Governador
O Conselho de Governadores é o órgão governante da National Hockey League. Nesse contexto, cada equipe é membro da liga, e cada membro nomeia um Governador (geralmente o proprietário do clube) e dois suplentes para o Conselho. O atual presidente do Conselho é o proprietário do Boston Bruins, Jeremy Jacobs. O Conselho de Governadores existe para estabelecer as políticas da liga e para manter sua constituição. Algumas das responsabilidades do Conselho de Governadores incluem:
- revisar e aprovar quaisquer alterações nas regras da liga.
- contratar e demitir o comissário.
- revisar e aprovar a compra, venda ou realocação de qualquer clube membro.
- revisar e aprovar os limites salariais dos clubes membros.
- revisar e aprovar quaisquer alterações na estrutura do calendário de jogos.

O Conselho de Governadores se reúne duas vezes por ano, nos meses de junho e dezembro, com a data e o local exatos sendo definidos pelo Comissário.

### Executivos
O principal executivo da liga é o comissário Gary Bettman. Outros executivos seniores incluem o diretor jurídico Bill Daly, o diretor de operações de hóquei Colin Campbell e o vice-presidente sênior de segurança dos jogadores George Parros. Um comitê liderado por Bettman e pelo presidente Jeremy Jacobs é responsável por avaliar novas candidaturas de propriedade, negociações coletivas e expansão da liga. Outros membros incluem Mark Chipman, N. Murray Edwards, Craig Leipold, Ted Leonsis, Geoff Molson, Henry Samueli, Larry Tanenbaum, Jeff Vinik e David Blitzer.

## Times
Da temporada de 2017–18 até a temporada de 2019–20, a NHL consistia em 31 times, 24 baseados nos Estados Unidos e 7 no Canadá. A NHL dividiu os 31 times em duas conferências: a Conferência Leste e a Conferência Oeste. Cada conferência foi dividida em duas divisões: a Conferência Leste continha 16 times (oito por divisão), enquanto a Conferência Oeste tinha 15 times (sete na Central e oito na Pacífica). A liga foi temporariamente realinhada para a temporada de 2020–21, mas retornou ao alinhamento anterior no ano seguinte. Com a adição do Seattle Kraken em 2021–22 à Divisão Pacífica e a mudança do Arizona Coyotes da Divisão Pacífica para a Divisão Central, todas as quatro divisões agora têm oito times cada e ambas as conferências têm 16 times.
O número de times na NHL permaneceu constante em 30 equipes desde a temporada de 2000–01, quando o Minnesota Wild e o Columbus Blue Jackets ingressaram na liga como times de expansão, até 2017. Essa expansão encerrou um período de rápida expansão e relocação na década de 1990, quando a NHL adicionou nove times, crescendo de 21 para 30 equipes, e realocou quatro times, principalmente de cidades menores e do norte para áreas metropolitanas maiores e mais ao sul (Minneapolis para Dallas, Quebec para Denver, Winnipeg para Phoenix e Hartford para Raleigh). A liga não contraiu nenhum time desde que o Cleveland Barons foram fundidos com o Minnesota North Stars em 1978. A liga expandiu pela primeira vez em 17 anos para 31 equipes com a adição do Vegas Golden Knights em 2017, depois para 32 com a adição do Seattle Kraken em 2021. Em abril de 2024, um novo time de expansão em Utah foi criado, depois que Alex Meruelo vendeu os ativos de hóquei do Arizona Coyotes para Ryan Smith, dono do Utah Jazz. Meruelo recebeu prazo até 2029 para garantir uma arena no Arizona a fim de reativar o time, elevando o número total de franquias na NHL para 33; no entanto, esses esforços foram abandonados dois meses depois, deixando a NHL com 32 franquias novamente.
Segundo a Forbes, em 2023, os cinco times mais valiosos eram quatro dos "Original Six" e o Los Angeles Kings:
- Toronto Maple Leafs – US$2,8 bilhões
- New York Rangers – US$2,65 bilhões
- Montreal Canadiens – US$2,3 bilhões
- Los Angeles Kings – US$2 bilhões
- Boston Bruins – US$1,9 bilhões

Os membros restantes dos "Original Six", o Chicago Blackhawks e o Detroit Red Wings, respectivamente, classificaram-se em sexto com US$1,87 bilhões e hipoteticamente em 12.º com US$1,3 bilhões. Em comparação com 2022, os Maple Leafs superaram os Rangers como o time mais valioso da NHL, e Los Angeles ultrapassou tanto Chicago quanto Boston, entrando no top cinco.

### Lista de times
| Conferência Leste |                       |                      |                          |            |                |
| Divisão           | Time                  | Cidade               | Estádio                  | Capacidade | Entrada na NHL |
| Atlântico         | Boston Bruins         | Boston, MA           | TD Garden                | 17 565     | 1924           |
| Atlântico         | Buffalo Sabres        | Buffalo, NY          | KeyBank Center           | 18 690     | 1970           |
| Atlântico         | Detroit Red Wings     | Detroit, MI          | Little Caesars Arena     | 20 066     | 1926           |
| Atlântico         | Florida Panthers      | Sunrise, FL          | Amerant Bank Arena       | 19 452     | 1993           |
| Atlântico         | Montreal Canadiens    | Montreal, QC         | Bell Centre              | 21 273     | 1917           |
| Atlântico         | Ottawa Senators       | Ottawa, ON           | Canadian Tire Centre     | 20 500     | 1992           |
| Atlântico         | Tampa Bay Lightning   | Tampa, FL            | Amalie Arena             | 19 500     | 1992           |
| Atlântico         | Toronto Maple Leafs   | Toronto, ON          | Scotiabank Arena         | 18 819     | 1917           |
| Metropolitana     | Carolina Hurricanes   | Raleigh, NC          | Lenovo Center            | 18 730     | 1979*          |
| Metropolitana     | Columbus Blue Jackets | Columbus, OH         | Nationwide Arena         | 18 136     | 2000           |
| Metropolitana     | New Jersey Devils     | Newark, NJ           | Prudential Center        | 17 625     | 1974           |
| Metropolitana     | New York Islanders    | Brooklyn, NY         | UBS Arena                | 16 234     | 1972           |
| Metropolitana     | New York Rangers      | Nova Iorque, NY      | Madison Square Garden    | 18 200     | 1926           |
| Metropolitana     | Philadelphia Flyers   | Filadélfia, PA       | Wells Fargo Center       | 18 087     | 1967           |
| Metropolitana     | Pittsburgh Penguins   | Pittsburgh, PA       | PPG Paints Arena         | 17 132     | 1967           |
| Metropolitana     | Washington Capitals   | Washington, D.C.     | Capital One Arena        | 18 277     | 1974           |
| Conferência Oeste |                       |                      |                          |            |                |
| Divisão           | Time                  | Cidade               | Estádio                  | Capacidade | Entrada na NHL |
| Central           | Utah Mammoth          | Salt Lake City, Utah | Delta Center             | 16 200     | 2024           |
| Central           | Chicago Blackhawks    | Chicago, IL          | United Center            | 20 500     | 1926           |
| Central           | Colorado Avalanche    | Denver, CO           | Ball Arena               | 18 007     | 1979*          |
| Central           | Dallas Stars          | Dallas, TX           | American Airlines Center | 18 500     | 1967           |
| Central           | Nashville Predators   | Nashville, TN        | Bridgestone Arena        | 17 113     | 1998           |
| Central           | St. Louis Blues       | St. Louis, MO        | Enterprise Center        | 19 022     | 1967           |
| Central           | Minnesota Wild        | St. Paul, MN         | Xcel Energy Center       | 18 568     | 2000           |
| Central           | Winnipeg Jets         | Winnipeg, MB         | Canada Life Centre       | 15 015     | 1999           |
| Pacífico          | Anaheim Ducks         | Anaheim, CA          | Honda Center             | 17 174     | 1993           |
| Pacífico          | Calgary Flames        | Calgary, AB          | Scotiabank Saddledome    | 19 289     | 1972           |
| Pacífico          | Edmonton Oilers       | Edmonton, AB         | Rogers Place             | 18 641     | 1979*          |
| Pacífico          | Los Angeles Kings     | Los Angeles, CA      | Crypto.com Arena         | 18 118     | 1967           |
| Pacífico          | San Jose Sharks       | San Jose, CA         | SAP Center at San Jose   | 17 496     | 1991           |
| Pacífico          | Seattle Kraken        | Seattle, WA          | Climate Pledge Arena     | 17 100     | 2021           |
| Pacífico          | Vancouver Canucks     | Vancouver, BC        | Rogers Arena             | 18 630     | 1970           |
| Pacífico          | Vegas Golden Knights  | Las Vegas, NV        | T-Mobile Arena           | 17 368     | 2017           |

*-Fundado em 1972 como parte da World Hockey Association, que se fundiu à NHL em 1979.

## Diferenças de regras com o hóquei internacional

As marcações atuais de uma pista de hóquei da NHL

As regras da National Hockey League são um dos dois conjuntos padrão de regras de hóquei no gelo profissional no mundo, sendo o outro as regras da Federação Internacional de Hóquei no Gelo (IIHF), usadas em torneios como as Olimpíadas. As regras da IIHF são derivadas das regras do hóquei no gelo amador canadense do início do século XX, enquanto as regras da NHL evoluíram diretamente do primeiro jogo organizado de hóquei no gelo indoor em Montreal em 1875, atualizadas por ligas subsequentes até 1917, quando a NHL adotou o conjunto de regras existente da NHA. As regras da NHL são a base para as regras que regem a maioria das ligas profissionais e juvenis de hóquei no gelo na América do Norte.

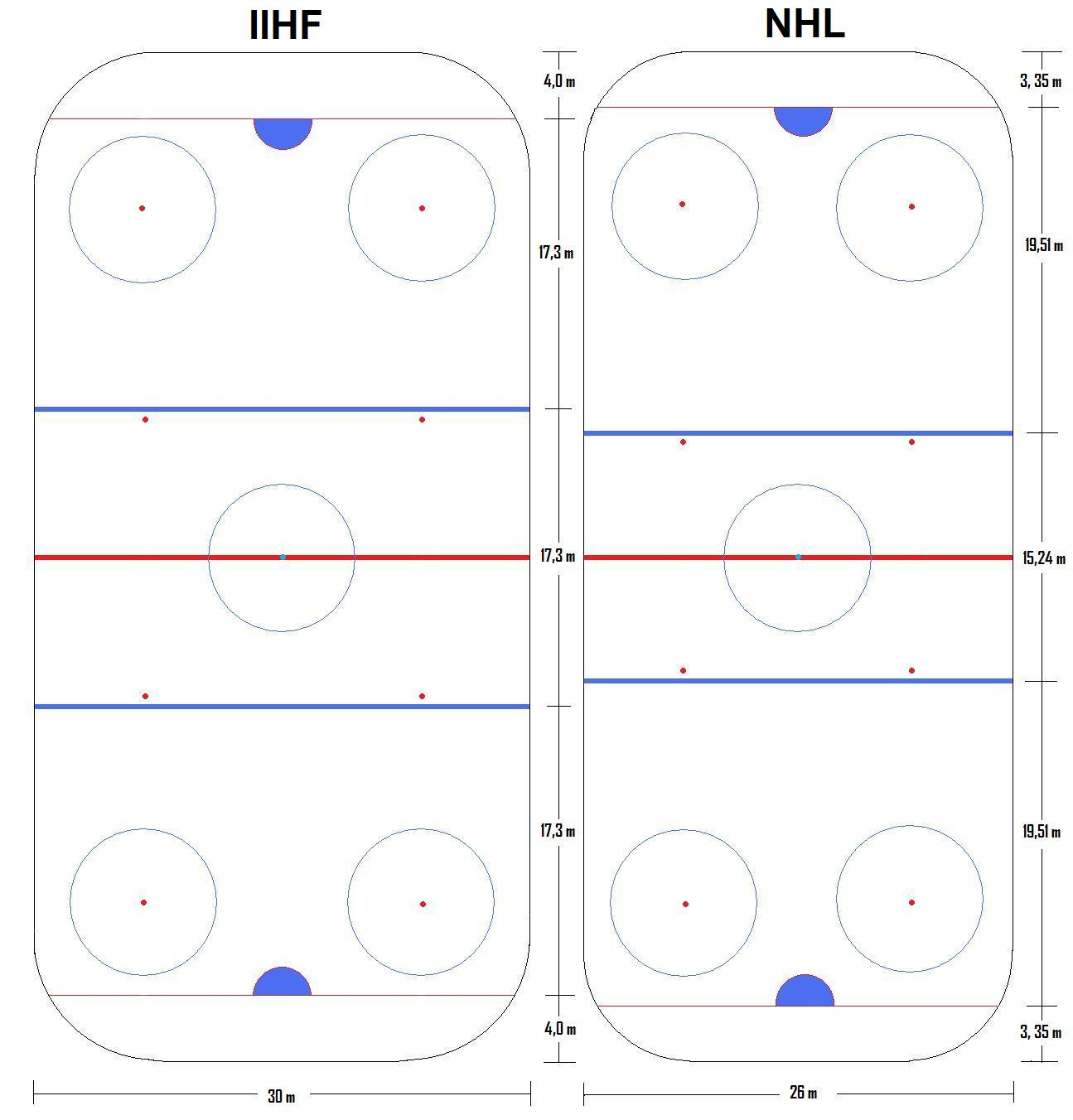
Diferença de tamanho entre uma pista de hóquei usada em jogos sancionados pela IIHF e uma pista de hóquei da NHL

A pista de hóquei da NHL mede 60,96 m × 25,91 m, aproximadamente o mesmo comprimento, mas muito mais estreita do que os padrões da IIHF. Uma área trapezoidal aparece atrás de cada rede de gol. O goleiro só pode jogar o puck dentro do trapezóide ou na frente da linha do gol; se o goleiro jogar o puck atrás da linha do gol e fora da área trapezoidal, uma penalidade menor de dois minutos por atraso de jogo é aplicada. A regra é informalmente apelidada de "regra Martin Brodeur"; Brodeur na época era um dos melhores goleiros em lidar com o puck atrás da rede. Desde a temporada de 2013-14, a liga reduziu os quadros do gol em 10 cm de cada lado e reduziu o tamanho das almofadas das pernas dos goleiros.
A liga regularmente modificou suas regras para corrigir imperfeições percebidas no jogo. O chute de penalidade foi adotado da Pacific Coast Hockey Association para garantir que os jogadores não fossem impedidos de ter oportunidades de marcar. Para a temporada de 2005–06, a liga alterou algumas das regras relacionadas ao impedimento. Primeiramente, a liga removeu a regra do "passe de impedimento" ou "passe de duas linhas", que exigia uma parada no jogo se um passe originado de dentro da zona defensiva de uma equipe fosse completado no lado ofensivo da linha central, a menos que o puck cruzasse a linha antes do jogador. Além disso, a liga reintegrou o "tag-up offside", que permite a um jogador atacante a chance de voltar ao lado certo ao retornar para a zona neutra. As mudanças na regra de impedimento estavam entre várias alterações destinadas a aumentar o número geral de gols, que estavam em declínio desde os anos de expansão do meio dos anos 1990 e a maior prevalência da armadilha na zona neutra. Desde 2005, quando uma equipe comete um "icing", ela não pode fazer uma troca ou substituição de jogador de qualquer tipo antes da próxima face-off, exceto para substituir um jogador lesionado ou reinstalar um goleiro retirado. Desde 2013, a liga tem usado o "icing híbrido", onde um árbitro para o jogo devido ao "icing" se um jogador defensivo, exceto o goleiro, cruzar a linha imaginária que conecta os dois pontos de face-off em sua zona defensiva antes que um jogador atacante consiga. Isso foi feito para combater a tendência de lesões de jogadores em corridas pelo puck.

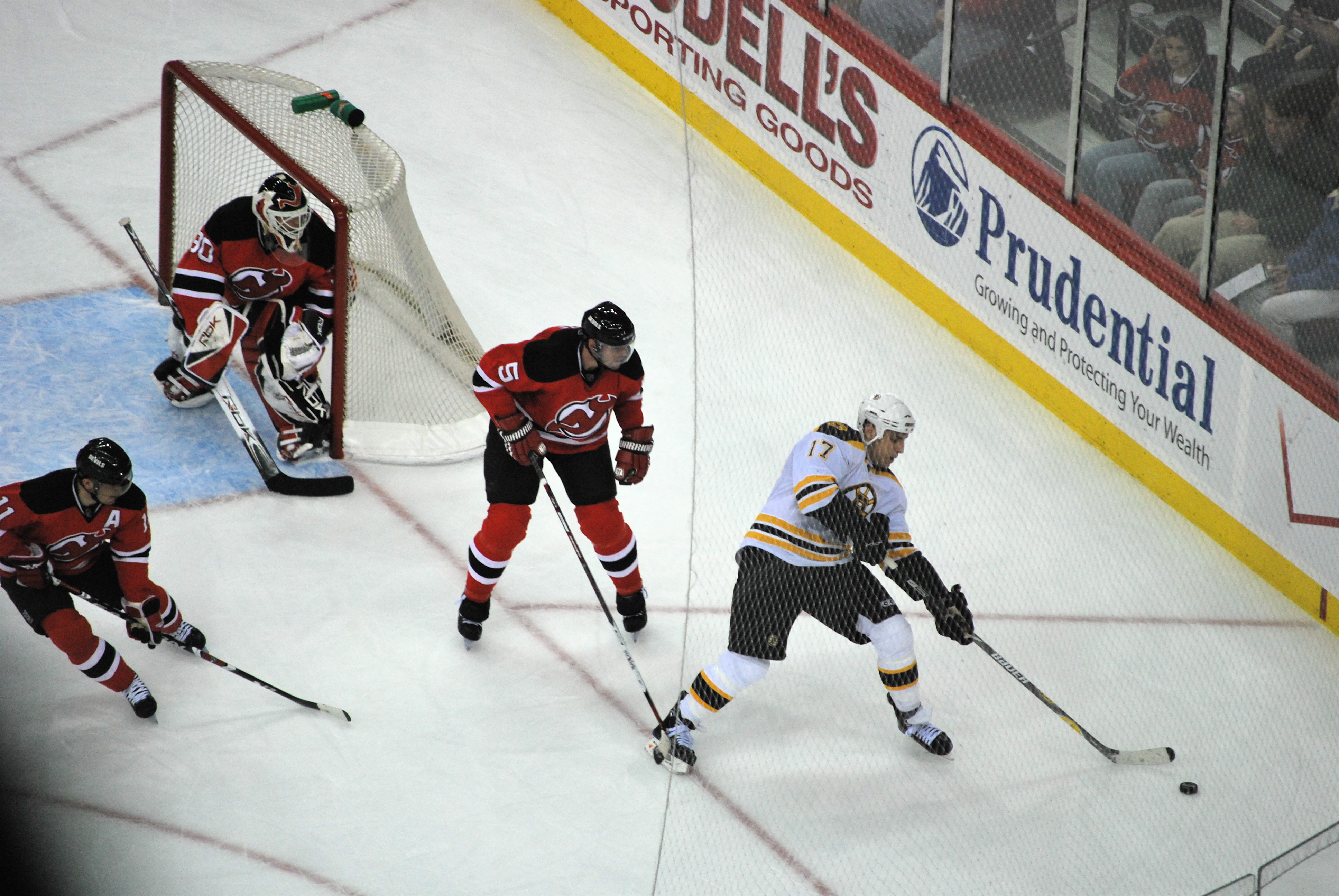
O goleiro do New Jersey Devils, Martin Brodeur (no canto superior esquerdo), posiciona-se ao longo da rede durante um jogo de 2008 contra o Boston Bruins. As façanhas de Brodeur levaram a NHL, em 2005, a delinear a área atrás da rede para limitar onde o goleiro pode legalmente jogar o disco atrás da linha do gol.

Lutas na NHL resultam em penalidades maiores, enquanto as regras da IIHF, e a maioria das regras amadoras, exigem a expulsão dos jogadores que brigam. Normalmente, uma equipe penalizada não pode substituir um jogador que está penalizado no gelo e, portanto, fica com um jogador a menos pelo tempo da penalidade, mas se as penalidades forem coincidentes, por exemplo, quando dois jogadores brigam, ambas as equipes permanecem com a força total. Além disso, ao contrário das penalidades menores, as penalidades maiores devem ser cumpridas até o final, independentemente do número de gols marcados durante o power play.
A liga também impõe uma política de conduta aos seus jogadores. Jogadores são proibidos de apostar e atividades criminosas levaram à suspensão de jogadores. A liga e a Associação de Jogadores concordaram com uma política rigorosa antidoping no acordo de negociação coletiva de 2005. A política prevê uma suspensão de vinte jogos para um primeiro teste positivo, uma suspensão de sessenta jogos para um segundo teste positivo e uma suspensão vitalícia para um terceiro teste positivo.
Ao final do tempo regulamentar, a equipe com mais gols vence a partida. Se o jogo estiver empatado após o tempo regulamentar, ocorre o tempo extra. Durante a temporada regular, o tempo extra consiste em um período de cinco minutos de jogo três contra três, no qual o primeiro time a marcar um gol vence a partida. Se o jogo ainda estiver empatado ao final do tempo extra, o jogo entra na fase de disputa de pênaltis. Três jogadores de cada equipe alternadamente fazem uma cobrança de pênalti. A equipe com mais gols ao final das três rodadas de cobranças vence o jogo. Se o jogo ainda estiver empatado após as três rodadas de cobranças, a disputa de pênaltis continua em formato de morte súbita. A equipe que eventualmente vencer a disputa de pênaltis recebe um gol no placar da partida e, portanto, é premiada com dois pontos na classificação. A equipe perdedora no tempo extra ou na disputa de pênaltis recebe um ponto. Os gols e defesas na disputa de pênaltis não são contabilizados nas estatísticas de hóquei; as estatísticas da disputa de pênaltis são registradas separadamente.
Nos playoffs da NHL, não há disputa de pênaltis. Em vez disso, múltiplos períodos de morte súbita de 20 minutos são jogados, cinco contra cinco, até que uma equipe marque um gol. Dois jogos chegaram a seis períodos de prorrogação. Durante os períodos de prorrogação nos playoffs, a única pausa ocorre para limpar o gelo solto na primeira parada de jogo após a metade do período.

## Formato da liga
A temporada da National Hockey League (NHL) é dividida em uma pré-temporada (setembro e início de outubro), uma temporada regular (de início de outubro até o início ou meados de abril) e uma pós-temporada (os playoffs da Stanley Cup).
As equipes geralmente realizam um amistoso para prospectos em julho e participam de torneios de prospectos, jogos completos que não contam com nenhum veterano, em setembro. Os campos de treinamento completos começam geralmente no final de setembro, incluindo uma pré-temporada composta por seis a oito jogos de exibição. Jogos com esquadrões divididos, nos quais partes do elenco regular da equipe jogam partidas separadas no mesmo dia, ocasionalmente são disputados durante a pré-temporada.
Durante a temporada regular, os clubes jogam entre si em um cronograma pré-definido. Desde 2021, na temporada regular, todas as equipes disputam 82 jogos: 41 jogos em casa e 41 fora, enfrentando 26 jogos contra equipes de sua própria divisão geográfica — quatro contra cinco dos outros sete adversários divisionais, mais três contra dois outros; 24 jogos contra os oito adversários intraconferência não pertencentes à sua divisão — três jogos contra cada equipe na outra divisão de sua conferência; e 32 jogos contra cada equipe da outra conferência, disputados duas vezes — em casa e fora.
A classificação da temporada regular da liga é baseada em um sistema de pontos. Dois pontos são concedidos por uma vitória, um ponto por derrota na prorrogação ou nos tiros de penalidade, e zero pontos por uma derrota no tempo regulamentar. Ao final da temporada regular, a equipe que termina com mais pontos em cada divisão é coroada campeã da divisão, e o líder geral da liga recebe o Troféu dos Presidentes.
Os playoffs da Stanley Cup ocorrem de abril até o início de junho e constituem um torneio de eliminação. Duas equipes jogam uma série melhor-de-sete para avançar para a próxima rodada. A equipe final restante é coroada campeã da Stanley Cup. Oito equipes de cada conferência se qualificam para os playoffs: as três melhores equipes de cada divisão mais as duas equipes da conferência com o próximo maior número de pontos. Os dois campeões de conferência avançam para as Finais da Stanley Cup. Em todas as rodadas, a equipe com melhor colocação é beneficiada com a vantagem do mando de quadra, com quatro dos sete jogos sendo disputados em seu estádio. Nas Finais da Stanley Cup, a equipe com mais pontos na temporada regular possui a vantagem do mando de quadra.

## Draft
O Draft de Entrada da NHL é um draft de sete rodadas realizado durante a offseason em junho, em uma data escolhida pelo comissário da liga. Os primeiros drafts da NHL ocorreram no Hotel Queen Elizabeth (atualmente Fairmont) em Montreal. Jogadores amadores de ligas juniores, universitárias ou europeias são elegíveis para participar do draft. A ordem de seleção é determinada por uma combinação das posições na classificação ao final da temporada regular, resultados dos playoffs e um sorteio do draft.
Os 16 times que não se classificaram para os playoffs participam de um sorteio para determinar as escolhas iniciais no primeiro round do draft, sendo que o time em último lugar tem a melhor chance de vencer o sorteio. Após o sorteio determinar as escolhas iniciais, a ordem para os times restantes que não se classificaram para os playoffs é determinada pela classificação ao final da temporada regular. Para os times que se classificaram para os playoffs, a ordem do draft é determinada pelos pontos totais na temporada regular para os times que não foram campeões de divisão e foram eliminados nas duas primeiras rodadas dos playoffs, seguidos pelos campeões de divisão que não alcançaram as Finais de Conferência. Os finalistas de conferência recebem as escolhas 29.ª e 30.ª, dependendo dos pontos totais, com o vice-campeão da Stanley Cup recebendo a 31.ª escolha e o campeão da Stanley Cup a última escolha.

## Troféus e premiações

### Times

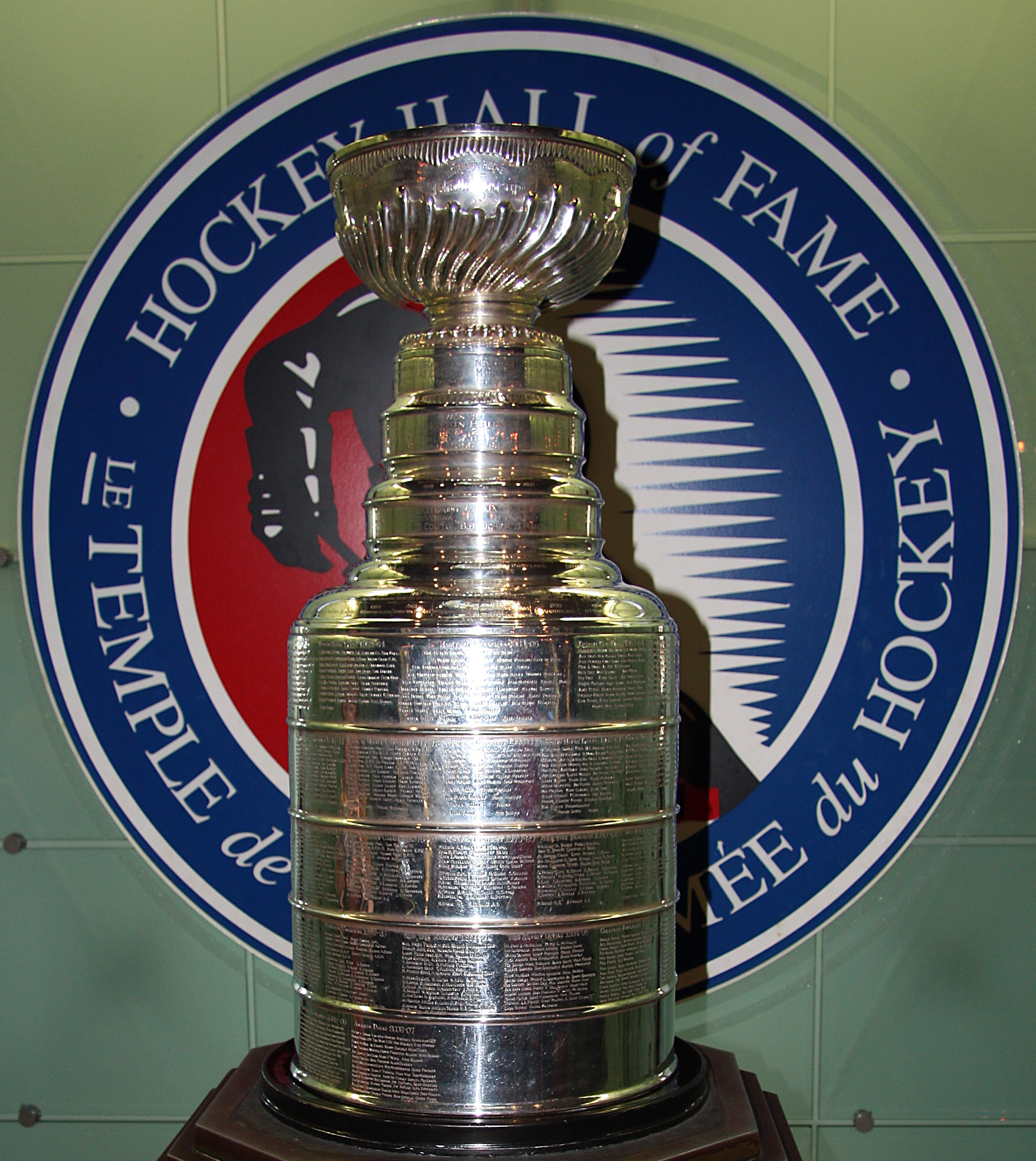
A Stanley Cup, mostrada aqui em exibição no Hockey Hall of Fame, é concedida anualmente ao campeão da liga.

O prêmio mais prestigioso para uma equipe na NHL é a Stanley Cup, concedida ao campeão da liga ao final dos playoffs. A equipe que acumula mais pontos durante a temporada regular recebe o Troféu dos Presidentes.
O Montreal Canadiens são a franquia mais bem-sucedida da liga. Desde a formação da NHL em 1917, eles conquistaram 25 títulos da NHL (três entre 1917 e 1925, quando a Stanley Cup ainda era disputada em uma competição interligas, e 22 desde 1926, após a Stanley Cup se tornar o troféu da NHL). Eles também lideram todas as equipes com 24 títulos da Stanley Cup (um como equipe da NHA e 23 como equipe da NHL). Entre as quatro principais ligas esportivas profissionais da América do Norte, os Montreal Canadiens são superados em número de títulos apenas pelo New York Yankees da Major League Baseball, que têm três títulos a mais.
O maior período consecutivo de vitórias da Stanley Cup é de cinco títulos, conquistado pelo Montreal Canadiens de 1955-56 a 1959-60. A edição de 1977 dos Montreal Canadiens, a segunda de quatro campeãs consecutivas da Stanley Cup, foi nomeada pela ESPN como o segundo maior time esportivo de todos os tempos.
A próxima franquia mais bem-sucedida da NHL é o Toronto Maple Leafs, com 13 títulos da Stanley Cup, o mais recente conquistado em 1967. O Detroit Red Wings, com 11 títulos da Stanley Cup, são a franquia americana mais bem-sucedida.
O mesmo troféu é reutilizado a cada ano para cada uma de suas premiações. A Stanley Cup, assim como seu equivalente na Canadian Football League (CFL), é única nesse aspecto, ao contrário do Troféu Vince Lombardi, Troféu Larry O'Brien e Troféu do Comissário, que têm novos troféus feitos a cada ano para o campeão daquele ano. Apesar de apenas um troféu ser usado, os nomes das equipes vencedoras e dos jogadores são gravados a cada ano na Stanley Cup. O mesmo vale para os outros troféus que são reemitidos a cada ano.

### Títulos de divisão
Além dos troféus sancionados pela NHL, muitas equipes também reconhecem títulos que não são representados por troféus, muitas vezes pendurando banners em suas arenas. Um exemplo é o título de divisão. O termo se refere inequivocamente à equipe que recebeu mais pontos em sua divisão ao final da temporada regular, mas em temporadas anteriores, como de 1926-27 a 1927-28 e de 1981-82 a 1992-93, quando os playoffs eram organizados por divisões, o termo sem qualificação também poderia se referir à equipe que venceu a série de playoffs correspondente. A NHL deixou claro no passado que permite que as equipes reconheçam apenas os títulos de divisão da temporada regular.

### Jogadores
Existem vários troféus que são concedidos aos jogadores com base em suas estatísticas durante a temporada regular. Entre eles estão o Troféu Art Ross para o campeão de pontuação da liga (gols e assistências), o Troféu Maurice "Rocket" Richard para o líder de gols e o Troféu William M. Jennings para o(s) goleiro(s) da equipe com menos gols sofridos.
Os outros troféus individuais são votados pela Associação de Escritores de Hockey Profissional ou pelos gerentes gerais das equipes. Esses prêmios individuais são apresentados em uma cerimônia formal realizada no final de junho, após o término dos playoffs. O prêmio individual mais prestigioso é o Troféu Memorial Hart, concedido anualmente ao Jogador Mais Valioso (MVP); a votação é conduzida pelos membros da Associação de Escritores de Hockey Profissional. O Troféu Vezina é concedido anualmente ao melhor goleiro, conforme votado pelos gerentes gerais das equipes da NHL. O Troféu James Norris é concedido anualmente ao melhor defensor, o Troféu Memorial Calder é concedido anualmente ao melhor novato, e o Troféu Lady Byng é concedido ao jogador que combina o mais alto grau de habilidade e espírito esportivo; todos esses prêmios são votados pelos membros da Associação de Escritores de Hockey Profissional.
Além dos prêmios da temporada regular, o Troféu Conn Smythe é concedido anualmente ao MVP durante os playoffs da Stanley Cup. Além disso, o melhor treinador da liga ganha o Prêmio Jack Adams, selecionado por uma votação da Associação Nacional dos Jornalistas de Hóquei. A NHL publica os nomes dos três principais votados para todos os prêmios e em seguida nomeia o vencedor do prêmio durante a Cerimônia de Premiação da NHL.
Jogadores, treinadores, árbitros e construtores de equipes que tiveram carreiras notáveis são elegíveis para serem votados no Hockey Hall of Fame. Jogadores não podem ser admitidos até que três anos tenham se passado desde sua última partida profissional, atualmente empatado com o Basketball Hall of Fame como o período de tempo mais curto de qualquer esporte principal. Uma consequência única foi membros do Hall of Fame (especificamente Gordie Howe, Guy Lafleur e Mario Lemieux) retornando da aposentadoria para jogar mais uma vez. Se um jogador foi considerado significativo o suficiente, o período de espera de três anos seria dispensado; apenas dez indivíduos foram honrados dessa maneira. Em 1999, Wayne Gretzky ingressou no Hall of Fame e se tornou o último jogador a ter a restrição de três anos dispensada. Após sua indução, o Hall of Fame anunciou que Gretzky seria o último a ter o período de espera dispensado.

### Campeões da Copa Stanley
Ver artigo principal: Copa Stanley
| Títulos | Time                    |
| ------- | ----------------------- |
| 24      | Montreal Canadiens      |
| 13      | Toronto Maple Leafs     |
| 11      | Detroit Red Wings       |
| 6       | Boston Bruins           |
| 6       | Chicago Blackhawks      |
| 5       | Edmonton Oilers         |
| 5       | Pittsburgh Penguins     |
| 4       | New York Rangers        |
| 4       | New York Islanders      |
| 4       | Ottawa Senators*        |
| 3       | New Jersey Devils       |
| 3       | Tampa Bay Lightning     |
| 3       | Colorado Avalanche      |
| 2       | Philadelphia Flyers     |
| 2       | Montreal Maroons*       |
| 2       | Los Angeles Kings       |
| 2       | Florida Panthers        |
| 1       | Calgary Flames          |
| 1       | Dallas Stars            |
| 1       | Anaheim Ducks           |
| 1       | Carolina Hurricanes     |
| 1       | St. Louis Blues         |
| 1       | Washington Capitals     |
| 1       | Vegas Golden Knights    |
| 1       | Seattle Metropolitans*  |
| 1       | Vancouver Millionaires* |
| 1       | Victoria Cougars*       |

- *Times já extintos. (o Senators em questão não é o time atual)

## Origem dos jogadores
Além de jogadores nascidos e treinados no Canadá e nos Estados Unidos, que historicamente compuseram a grande maioria dos elencos da NHL, a liga também atrai jogadores de uma crescente variedade de outras nações onde o hóquei organizado e profissional é praticado. Desde o colapso do Bloco Soviético, restrições políticas/ideológicas sobre o movimento de jogadores de hóquei desta região desapareceram, resultando em uma grande entrada de jogadores, principalmente da República Tcheca, Eslováquia e Rússia, para a NHL. Jogadores suecos, finlandeses e da Europa Ocidental, que sempre tiveram liberdade para se mudar para a América do Norte, também chegaram à liga em números maiores do que antes.
Muitos dos principais jogadores da liga nos últimos anos vêm desses países europeus, incluindo Daniel Alfredsson, Henrik Sedin, Daniel Sedin, Henrik Lundqvist, Jaromir Jagr, Pavel Datsyuk, Evgeni Malkin e Alexander Ovechkin. Jogadores europeus foram draftados e contratados por equipes da NHL na tentativa de trazer mais "jogadores ofensivos habilidosos", embora a partir de 2008 tenha havido uma diminuição no número de jogadores europeus à medida que mais jogadores americanos entraram na liga. A adição de jogadores europeus mudou o estilo de jogo na NHL e o estilo de hóquei europeu foi integrado ao jogo da NHL.
A partir da temporada de 2017-18, a NHL tem jogadores de 17 países, com 46,0% vindo do Canadá e 26,0% dos Estados Unidos, enquanto jogadores de mais 15 países compõem 26,4% dos elencos da NHL. A tabela a seguir mostra os sete países que formam a grande maioria dos jogadores da NHL. A tabela segue a convenção do Hockey Hall of Fame de classificar os jogadores pelos países onde seus locais de nascimento estão localizados atualmente, sem considerar sua cidadania ou onde foram treinados.
| Pais           | Jogadores (1988–89) | %     | Jogadores (2002–03) | %     | Jogadores (2006–07) | %     | Jogadores (2010–11) | %     | Jogadores (2017–18) | %     | Jogadores (2023–24) | %     |
| -------------- | ------------------- | ----- | ------------------- | ----- | ------------------- | ----- | ------------------- | ----- | ------------------- | ----- | ------------------- | ----- |
| Canadá         | 551                 | 75.4  | 488                 | 49.8  | 495                 | 52.7  | 521                 | 53.3  | 446                 | 45.3  | 321                 | 41.9  |
| Estados Unidos | 112                 | 15.3  | 140                 | 14.3  | 182                 | 19.3  | 234                 | 23.9  | 269                 | 27.3  | 220                 | 28.7  |
| Suécia         | 23                  | 3.1   | 58                  | 5.9   | 49                  | 5.2   | 63                  | 6.4   | 98                  | 9.9   | 76                  | 9.9   |
| Finlândia      | 18                  | 2.5   | 38                  | 3.9   | 42                  | 4.5   | 30                  | 3.1   | 42                  | 4.3   | 38                  | 5.0   |
| Chéquia        | 11                  | 1.5   | 73                  | 7.4   | 65                  | 6.9   | 42                  | 4.3   | 37                  | 3.8   | 24                  | 3.1   |
| Rússia         | 1                   | 0.1   | 57                  | 5.8   | 35                  | 3.7   | 32                  | 3.3   | 39                  | 4.0   | 47                  | 6.1   |
| Eslováquia     | 6                   | 0.8   | 36                  | 3.7   | 26                  | 2.8   | 14                  | 1.4   | 13                  | 1.3   | 6                   | 0.8   |
| Total          | 731                 | 100.0 | 980                 | 100.0 | 942                 | 100.0 | 978                 | 100.0 | 985                 | 100.0 | 766                 | 100.0 |

## Patrocínios

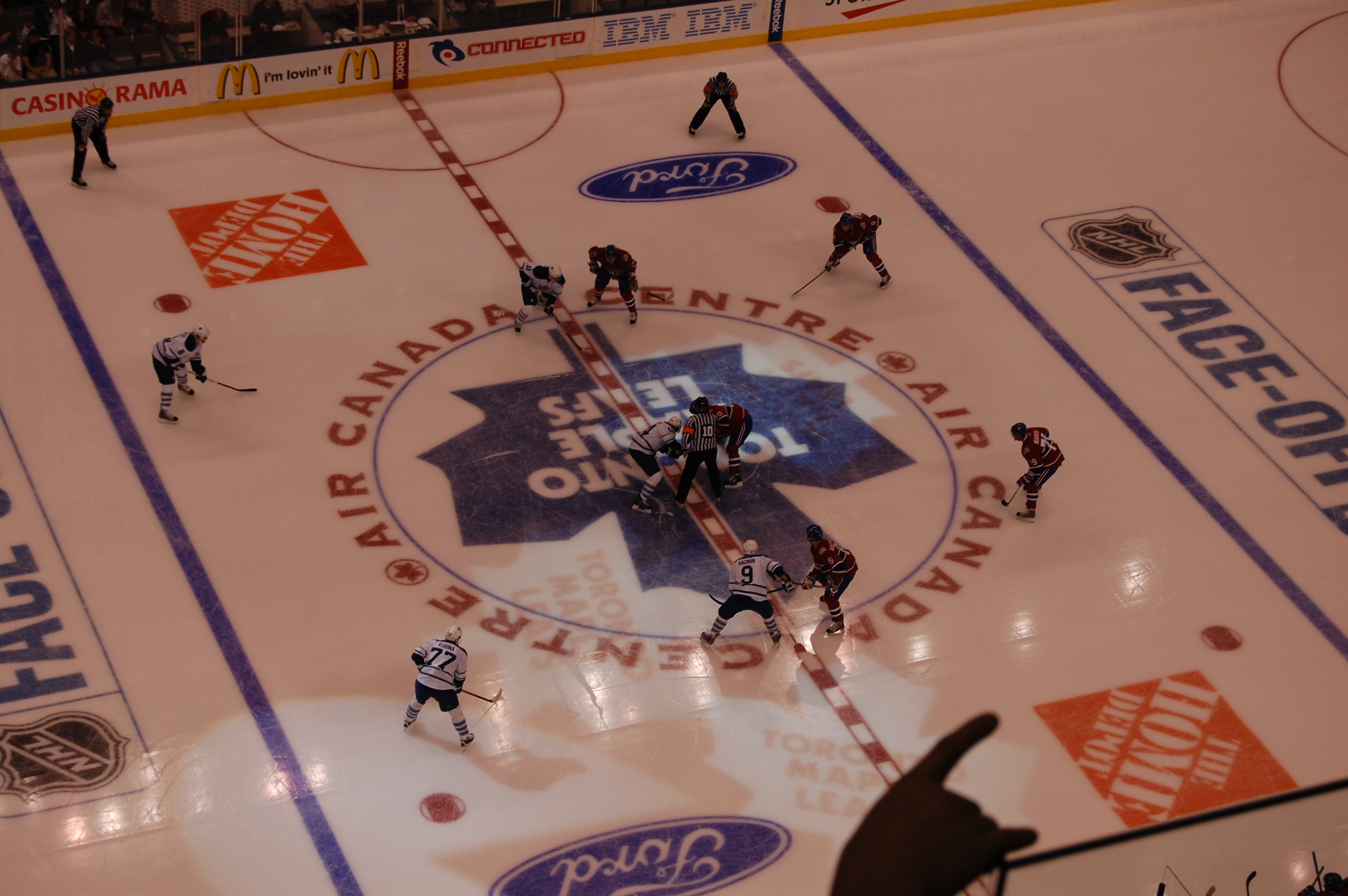
Os logotipos dos patrocinadores são visíveis nas placas e no gelo de uma pista de hóquei da NHL.

A NHL lista seus vários parceiros corporativos oficiais em três categorias: Parceiros da América do Norte, Parceiros dos EUA e Parceiros do Canadá. O Discover Card é o cartão de crédito oficial da liga nos Estados Unidos, enquanto a concorrente Visa é patrocinadora oficial no Canadá. Da mesma forma, Tim Hortons é a cadeia oficial de café e donuts da liga no Canadá, enquanto Dunkin' Donuts é patrocinador da NHL nos Estados Unidos.
Entre seus patrocinadores corporativos da América do Norte, a Kraft Heinz patrocina o Kraft Hockeyville, uma competição anual na qual comunidades competem para demonstrar seu compromisso com o esporte do hóquei no gelo. A comunidade vencedora recebe um prêmio em dinheiro dedicado a melhorar sua arena local, além da oportunidade de sediar um jogo de pré-temporada da NHL. São realizados dois concursos, um para comunidades em todo o Canadá e uma competição separada para comunidades nos Estados Unidos.
Pelo menos dois dos patrocinadores corporativos da América do Norte têm vínculos com os proprietários de franquias da NHL: a família Molson, fundadora da Molson Brewery, é proprietária do Montreal Canadiens há anos, enquanto a SAP foi co-fundada por Hasso Plattner, o atual proprietário majoritário do San Jose Sharks.
A partir da temporada de 2020-21, a liga permitiu publicidade nos uniformes usados nos jogos pela primeira vez, começando com anúncios nos capacetes. A NHL terá publicidade na frente das camisas dos times pela primeira vez a partir da temporada de 2022-23.
Em 14 de maio de 2021, a NHL e a empresa de apostas esportivas Betway anunciaram uma parceria de vários anos, na qual a empresa se tornou a parceira oficial de apostas esportivas da NHL na América do Norte.

## Mídia

### Canadá

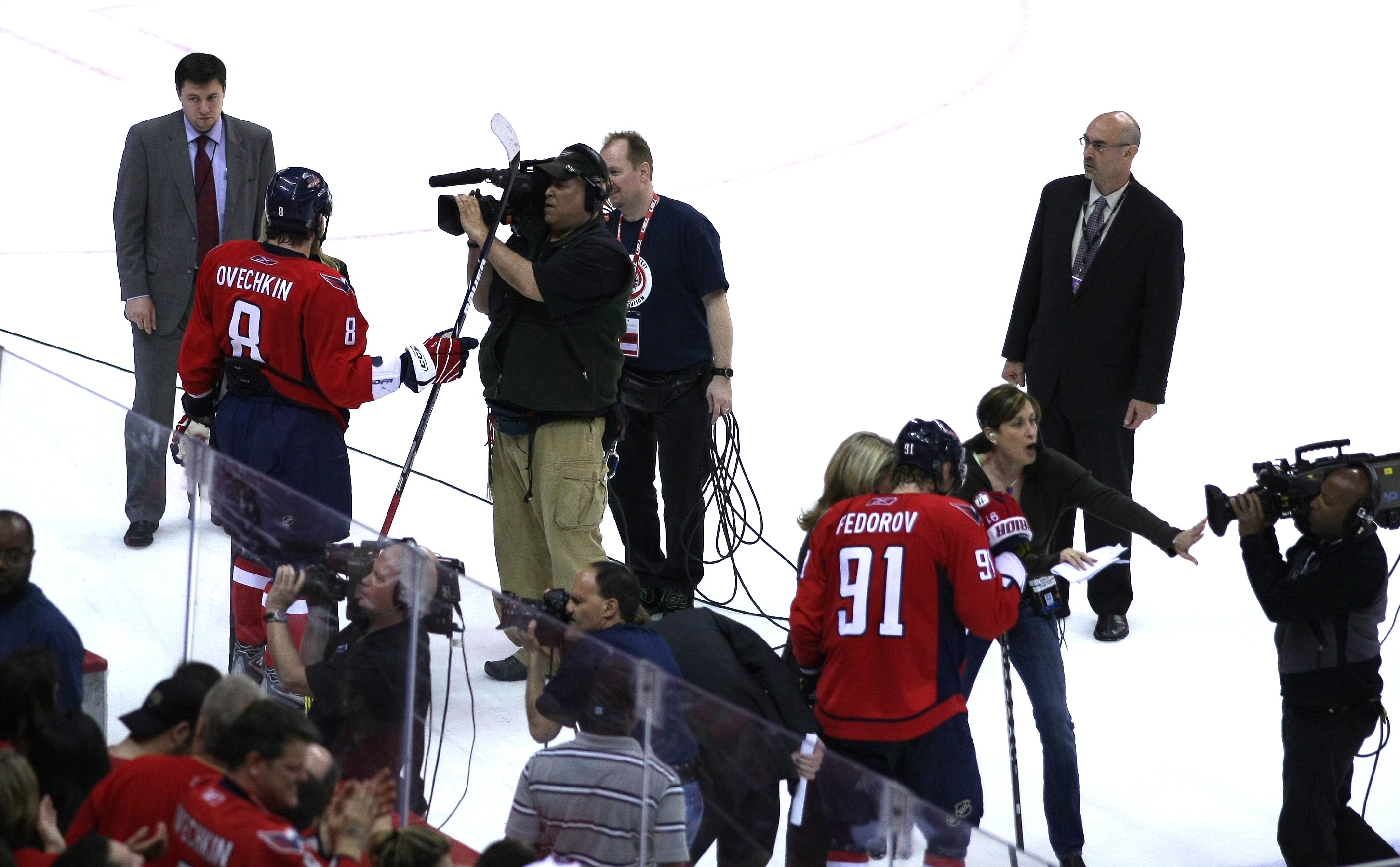
Membros da mídia entrevistando jogadores no gelo após um jogo em 2009.

Os direitos de transmissão no Canadá historicamente incluíam o Hockey Night in Canada (HNIC) da CBC, uma tradição canadense que remonta a 1952, e mesmo antes disso no rádio desde a década de 1920.
O atual detentor dos direitos de transmissão nacionais de televisão e digitais é a Rogers Communications, em um contrato de 12 anos avaliado em 5,2 bilhões de dólares canadenses, que começou na temporada de 2014-15, como os detentores nacionais dos direitos de transmissão de televisão aberta e por cabo. A cobertura nacional em inglês da NHL é transmitida principalmente pelos canais especializados do grupo Sportsnet da Rogers; o Sportsnet possui janelas nacionais nas noites de quarta-feira e domingo. O Hockey Night in Canada foi mantido e expandido sob o contrato, transmitindo até sete jogos nacionalmente nas noites de sábado ao longo da temporada regular. A CBC mantém a cobertura da NHL produzida pela Rogers durante a temporada regular e nos playoffs. As redes da Sportsnet também transmitem jogos ocasionais envolvendo confrontos entre equipes dos Estados Unidos.
A Quebecor Media detém os direitos nacionais de transmissão em língua francesa da NHL, com toda a cobertura sendo transmitida em seu canal especializado TVA Sports.
Jogos que não são transmitidos como parte do acordo de direitos nacionais são transmitidos pelos feeds regionais da Sportsnet, pelos feeds regionais da TSN e pela RDS. Jogos regionais estão sujeitos a bloqueio para espectadores fora do mercado designado de cada equipe.

### Estados Unidos
Historicamente, a NHL nunca teve um desempenho tão bom na televisão americana em comparação com outras ligas profissionais americanas. Os parceiros de transmissão da liga nos Estados Unidos estiveram em fluxo por décadas antes de 1995. A transmissão de hóquei em uma escala nacional era particularmente irregular antes de 1981; NBC, CBS e ABC detinham os direitos em vários momentos durante esse período, mas com programações limitadas na segunda metade da temporada regular e nos playoffs, além de algumas (mas não todas) as finais da Stanley Cup. A NHL era principalmente disponível apenas na televisão a cabo após 1981, sendo transmitida pela USA Network, SportsChannel America e ESPN em diferentes momentos. Desde 1995, a cobertura nacional foi dividida entre transmissão aberta e televisão a cabo, primeiro com Fox e ESPN de 1995 a 1999, seguido por ABC e ESPN de 1999 a 2004. Os direitos nacionais nos Estados Unidos foram então detidos pela NBC e OLN (mais tarde renomeada Versus, e depois NBCSN) entre o lockout da NHL de 2004-05 e 2021.
A temporada de 2021-22 marca o primeiro ano dos acordos de sete anos com a ESPN e a Turner Sports. O acordo da ESPN inclui 25 jogos da temporada regular na ABC ou ESPN, e 75 jogos exclusivos transmitidos no ESPN+ e Hulu. A cobertura da Turner Sports inclui até 72 jogos da temporada regular no TNT, com cobertura dos playoffs nas primeiras rodadas dividida entre TNT e TBS. Os playoffs serão divididos entre ESPN e TNT, com a ABC transmitindo as Finais da Stanley Cup nos anos pares e a TNT transmitindo nos anos ímpares.
Assim como no Canadá, jogos não transmitidos nacionalmente são exibidos regionalmente dentro do mercado local de uma equipe e estão sujeitos a bloqueio fora deles. Estes transmissores incluem cadeias de redes esportivas regionais. Certas transmissões nacionais não são exclusivas e podem ser exibidas simultaneamente com as transmissões do jogo pelos transmissores locais. No entanto, as transmissões nacionais desses jogos são bloqueadas nos mercados das equipes participantes para proteger o transmissor local.

### NHL Network

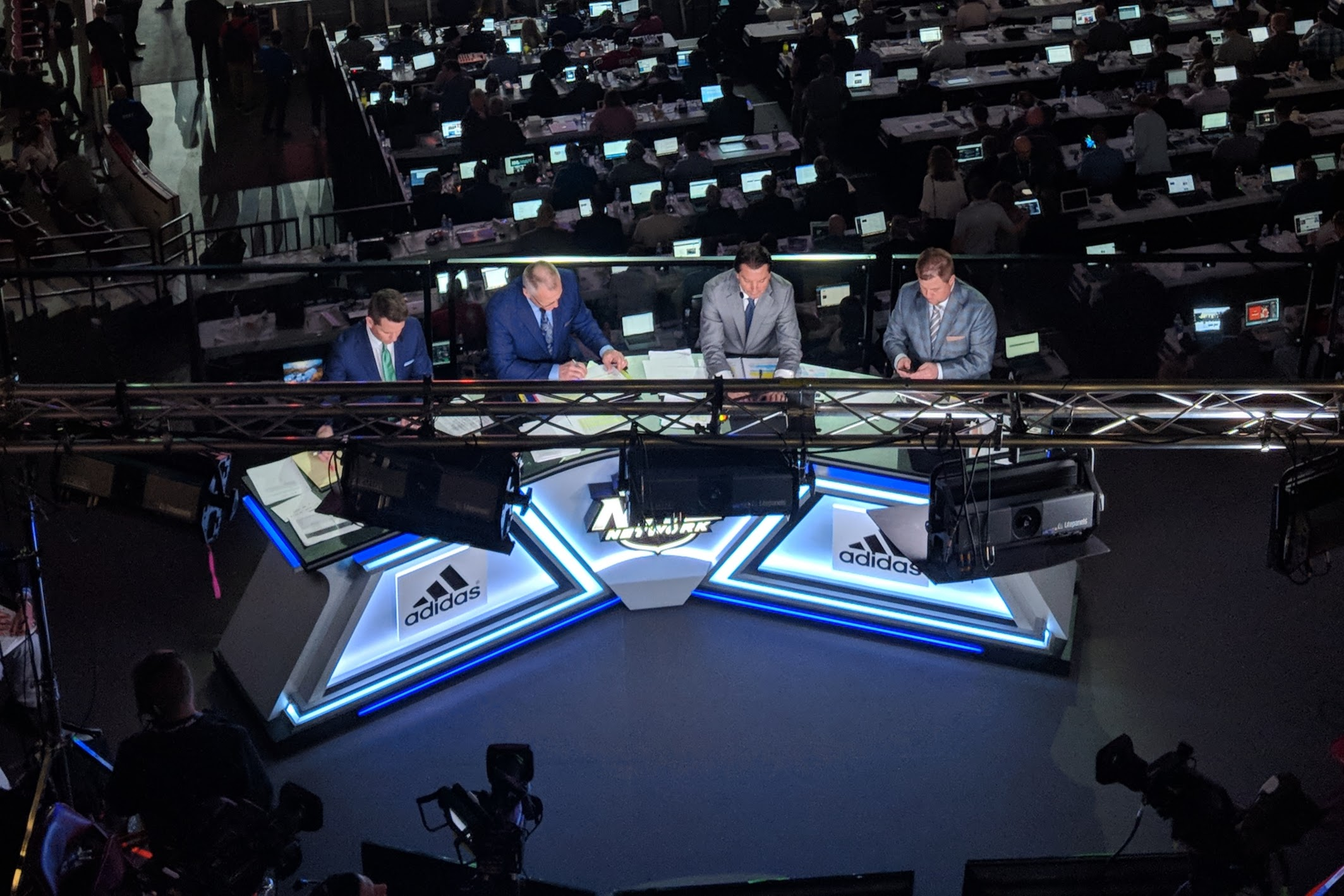
O painel de televisão da NHL Network no Draft da NHL de 2019 na Rogers Arena em Vancouver.

A liga co-possui o NHL Network, um canal especializado de televisão dedicado à NHL. Seu programa principal é o NHL Tonight. O NHL Network também transmite jogos ao vivo, mas principalmente simulcasts de um dos transmissores regionais das equipes.

### Internacional
Fora do Canadá e dos Estados Unidos, os jogos da NHL são transmitidos pela Europa, Oriente Médio, Austrália e nas Américas, incluindo México, América Central, República Dominicana, Caribe, América do Sul e Brasil, entre outros países.
O NHL.tv também está disponível para pessoas na maioria dos países assistirem aos jogos online, mas restrições de bloqueio podem ser aplicadas se um jogo estiver sendo televisionado no país do usuário. Para aqueles em mercados internacionais selecionados onde a ESPN também detém os direitos de streaming, eles devem acessar os jogos na plataforma ESPN usada nesse país específico: ESPNPlayer, ESPN Play, ESPN App ou Star+.

## Competições internacionais

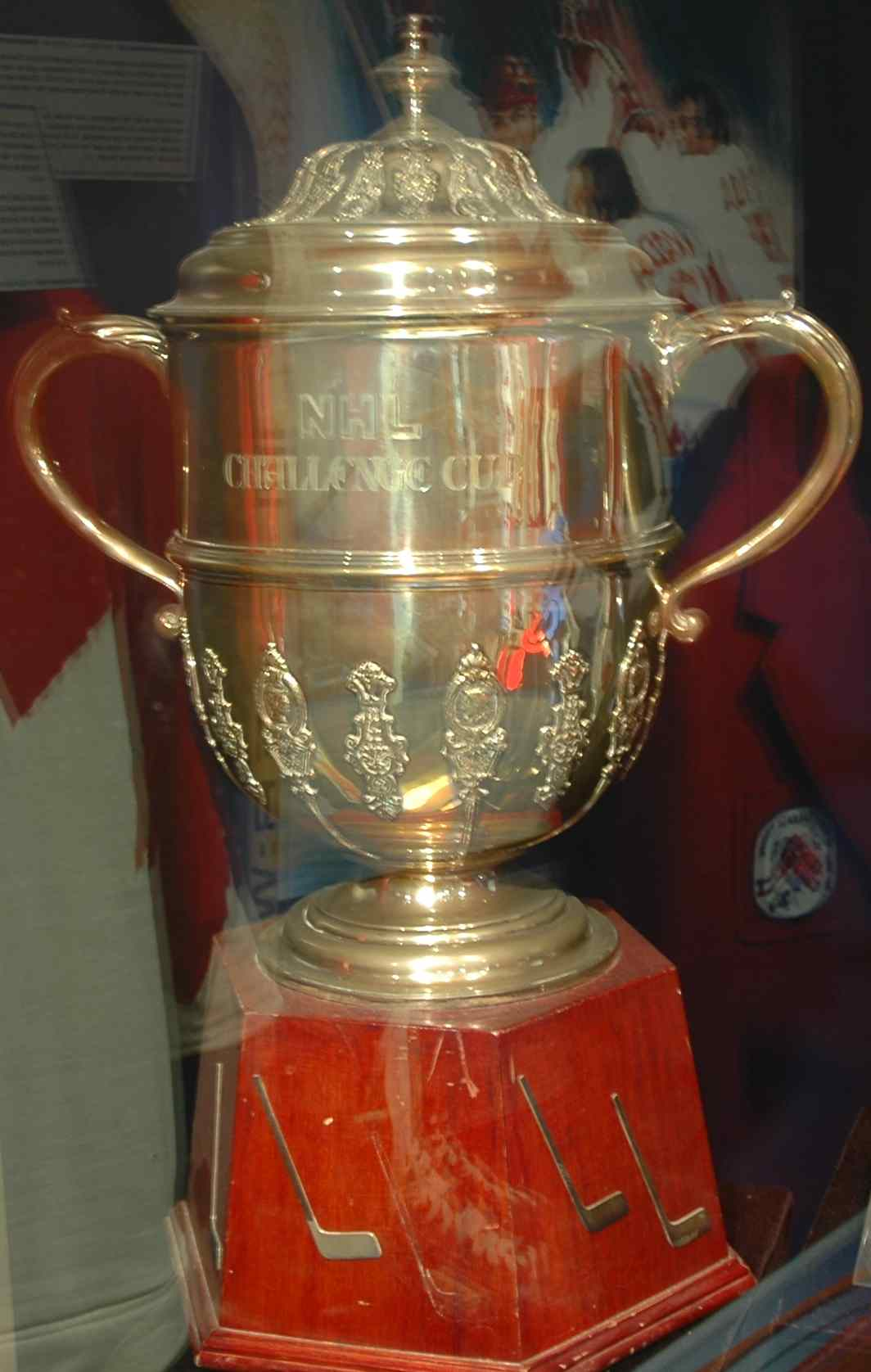
Troféu da Challenge Cup para a série Challenge Cup de 1979 entre os All Stars da NHL e a seleção soviética.

As equipes da NHL ocasionalmente participaram de competições internacionais de clubes. A maioria dessas competições foi organizada pela NHL ou pela NHLPA. A primeira competição internacional de clubes foi realizada em 1976, com oito equipes da NHL jogando contra o CSKA Moscow e o Krylya Sovetov Moscow da Liga Soviética. Entre 1976 e 1991, a NHL e a Liga Soviética realizaram vários jogos de exibição entre as duas ligas conhecidos como Super Série. Nenhuma equipe da NHL jogou contra um clube da União Soviética ou da Rússia desde o final da Super Série em 1991 até 2008, quando o New York Rangers enfrentou o Metallurg Magnitogorsk na Victoria Cup de 2008.
Além dos clubes russos, as equipes da NHL participaram de várias exibições e competições de clubes internacionais com diversos clubes da Europa. O primeiro jogo de exibição a apresentar uma equipe da NHL contra uma equipe baseada na Europa (além dos clubes da antiga União Soviética) foi em dezembro de 1977, quando o New York Rangers enfrentou o Poldi Kladno da Liga Tchecoslovaca. Nos anos 2000, a NHL organizou quatro séries NHL Challenge entre clubes da NHL e europeus. A NHL continuou a organizar jogos de exibição entre equipes da NHL e europeias antes do início da temporada da NHL; esses jogos eram conhecidos como NHL Premiere de 2007 a 2011 e como NHL Global Series desde 2017. O último jogo de exibição entre um clube da NHL e um clube europeu ocorreu durante a NHL Global Series de 2022.
As equipes da NHL também participaram de torneios de clubes organizados pela IIHF. O evento mais recente organizado pela IIHF que incluiu uma equipe da NHL foi a Victoria Cup de 2009, entre o ZSC Lions da Liga Suíça e o Chicago Blackhawks.

### Permissão de jogadores da NHL em competições internacionais
A NHL também permite que seus jogadores participem de competições internacionais entre seleções nacionais. O Campeonato Mundial de Hóquei no Gelo é realizado anualmente em maio, coincidindo com os playoffs da Stanley Cup. Devido ao seu cronograma, os jogadores da NHL geralmente só se juntam às suas respectivas seleções nacionais no Campeonato Mundial se suas equipes forem eliminadas da disputa pela Stanley Cup.
De 1998 a 2014, durante o ano dos Jogos Olímpicos de Inverno quadrienais, a NHL suspendia seu All-Star Game e expandia a tradicional pausa para o evento para permitir que os jogadores da NHL participassem das Olimpíadas. Em 2018, a NHL não programou uma pausa olímpica, resultando na não participação de seus jogadores no torneio olímpico daquele ano. Uma pausa olímpica também não foi programada em 2022, com a NHL optando por não permitir que seus jogadores participassem devido a uma temporada encurtada da NHL naquele ano e preocupações com a pandemia de COVID-19. A NHL e a NHLPA também organizam a Copa do Mundo de Hóquei. Ao contrário do Campeonato Mundial e do torneio olímpico, a Copa do Mundo de Hóquei é disputada sob as regras da NHL e não as da IIHF.
Em 2007, a Federação Internacional de Hóquei no Gelo (IIHF) formalizou o "Triple Gold Club", o grupo de jogadores e treinadores que conquistaram a medalha de ouro olímpica, a medalha de ouro do Campeonato Mundial e a Stanley Cup. O termo havia sido popularizado após os Jogos Olímpicos de Inverno de 2002, que viram a adição dos primeiros membros canadenses.

## Popularidade
A NHL é considerada uma das quatro principais ligas profissionais de esportes na América do Norte, juntamente com a Major League Baseball (MLB), a National Football League (NFL) e a National Basketball Association (NBA). A liga é muito proeminente no Canadá, onde é a mais popular dessas quatro ligas. No geral, o hóquei tem a menor base de fãs total das quatro ligas e recebe a menor receita anual; a liga ganha menos com a venda dos direitos televisivos e possui o menor patrocínio.
A NHL já foi o esporte com a base de fãs mais afluentes entre os quatro principais, mas caiu para trás da MLB e se nivelou com a NFL nos últimos anos. Um estudo realizado pela Stanford Graduate School of Business em 2004 descobriu que os fãs da NHL nos Estados Unidos eram os mais educados entre as quatro ligas principais. Além disso, observou-se que as vendas de ingressos de temporada eram mais proeminentes na NHL do que nas outras três devido à capacidade financeira do fã da NHL para comprá-los. A NHL possui a maior audiência branca entre as quatro ligas. Segundo a Reuters, em 2010, o maior grupo demográfico de fãs da NHL era composto por homens com idades entre 18 e 34 anos. A NHL estima que metade de sua base de fãs torce por equipes de mercados externos. Portanto, a partir de 2008, a NHL começou a se concentrar no uso de tecnologia digital para comercializar para os fãs e capitalizar nisso.
A estreia do Winter Classic, um jogo regular da NHL ao ar livre realizado no Dia de Ano Novo em 2008, foi um sucesso significativo para a liga. O jogo desde então se tornou uma parte essencial do calendário da NHL. A cobertura do "Hockey Day in America", posteriormente reformulado como Hockey Weekend Across America com a TNT, permitiu que vários jogos fossem transmitidos nos Estados Unidos pelo detentor dos direitos nacionais. Essas melhorias levaram a NBC e o canal a cabo Versus a assinarem um contrato de transmissão de 10 anos, pagando US$ 200 milhões por ano pelos direitos de transmissão tanto na televisão a cabo quanto na aberta americana; o acordo resultará em um aumento adicional na cobertura televisiva nos canais da NBC.
Este contrato de televisão impulsionou as métricas de audiência para a NHL. Os playoffs da Stanley Cup de 2010 registraram a maior audiência na história do esporte "após uma temporada regular que viu um sucesso comercial recorde, impulsionado principalmente pela estratégia da NHL de envolver os fãs através de grandes eventos e ofertas digitais robustas." Este sucesso resultou em um aumento de 66% na receita com publicidade e patrocínios da NHL. As vendas de mercadorias aumentaram 22%, e o número de visitantes únicos no site NHL.com aumentou 17% durante os playoffs, após um aumento de 29% na temporada regular.